# أولاد عمور

أولاد عمور أو أولاد عمرو قبيلة من قبائل دكالة المغربية، تحدها شرقا قبيلة أولاد بوزرارة، وشمالا قبيلة أولاد بوعزيز، وغربا ساحل المحيط الأطلسي، وجنوبا أراضي قبائل عبدة، وفي أراضي أولاد عمور تقع مدينة الوليدية على الساحل الأطلسي والتي بناها السلطان الوليد بن زيدان السعدي.

## نسب القبيلة وفروعها
ترجع أصول القبيلة حسب البعض إلى مطماطة من بنو فاتن، وهي أحدى القبائل التي كانت تجاور برغواطة في المنطقة. بحيث ينتسبون لجدهم عمور، وهو عمور بن سالجان بن سليايان بن كلثام بن وريكول بن لوا بن مطماط، والذي من اسمائه كذلك عمرو حسب ابن خلدون. ويرى البعض الأخر أن أصولهم من بني هلال، ويقولون انهم من عمرو بن عبد مناف بن هلال وليسوا من ولد عمر بن أبي ربيعة بن نهيك بن هلال، وعرفواْ تاريخيا باسم العمور. وهي قبيلة تستوطن جبل العمور بالجزائر اليوم.
و تنقسم القبيلة إلى فرعين، فرع أولاد عمرو الغربية ومنهم الغربية، الواليدية، أولاد بن يفو، أولاد سبيطة وأولاد رتيمة. ثم فرع الغنادرة ومنهم بني يخلف، بني مداسن، الزمامرة أولاد بوزيد، العثامنة، الغنادرة، أولاد ربيعة، المنادلة والكعاربة.

## آخر حفاظ المغرب
أنجبت قبيلة أولاد عمور علما كبيراً وهو شيخ الإسلام والعلامة الإمام الشيخ أبو شعيب بن عبد الرحمان الدكالي الصديقي، شيخ الحديث وباعِث السلفية بالمغرب، وهو آخر حفاظ المغرب ومحدثيه.، تولى بعض الوظائف الدينية، حيث كان خطيب الحرم المكي، والإفتاء في المذاهب الأربعة، كما ألقى دروسا بجامع الأزهر بمصر وبجامع الزيتونة بتونس. وتتلمذ على يديه جيل من العلماء والمفكرين المغاربة الذين أسهموا في بناء المغرب الحديث. كما كان نال حظوة سامية في الدروس السلطانية بالقصر الملكي في عهد السلطان مولاي عبد الحفيظ، والسلطان المولى يوسف، والملك محمد الخامس الذي ظل في كنفه إلى وفاته.
نشأته : ولد الشيخ أبو شعيب الدكالي عام 1878 م في دوار الصديقات بنواحي منطقة الغربية، إحدى قبائل دكالة وتلقى تعليمه الأولي في مسقط رأسه على يد شيوخه علماء القبيلة، من أمثال العلامة ابن عزّوز، والعلامة محمد الصديقي، والعلامة محمد الطاهر الصديقي. ثم انتقل إلى الريف لتدريس الفقه والحديث والقرآن. وفي سنة 1315 هـ رحل إلى الشرق، فكانت مصر محطته الأولى ثم الجزيرة العربية، وهناك كرمه شريف مكة وعلماء المشرق، وتزوج من كريمة أحد أمراء مكة، وبقي هناك معززا مكرما إلى أن رجع إلى وطنه المغرب حيث عاش بقية حياته إلى أن وافته منيته سنة 1937 م.
و سميت باسمه جامعة أبي شعيب الدكالي، جامعة مدينة الجديدة.